# 総括安全衛生責任者
もしかして
- 統括安全衛生責任者
- 総括安全衛生管理者

のいずれかではありませんか？